# Riqq

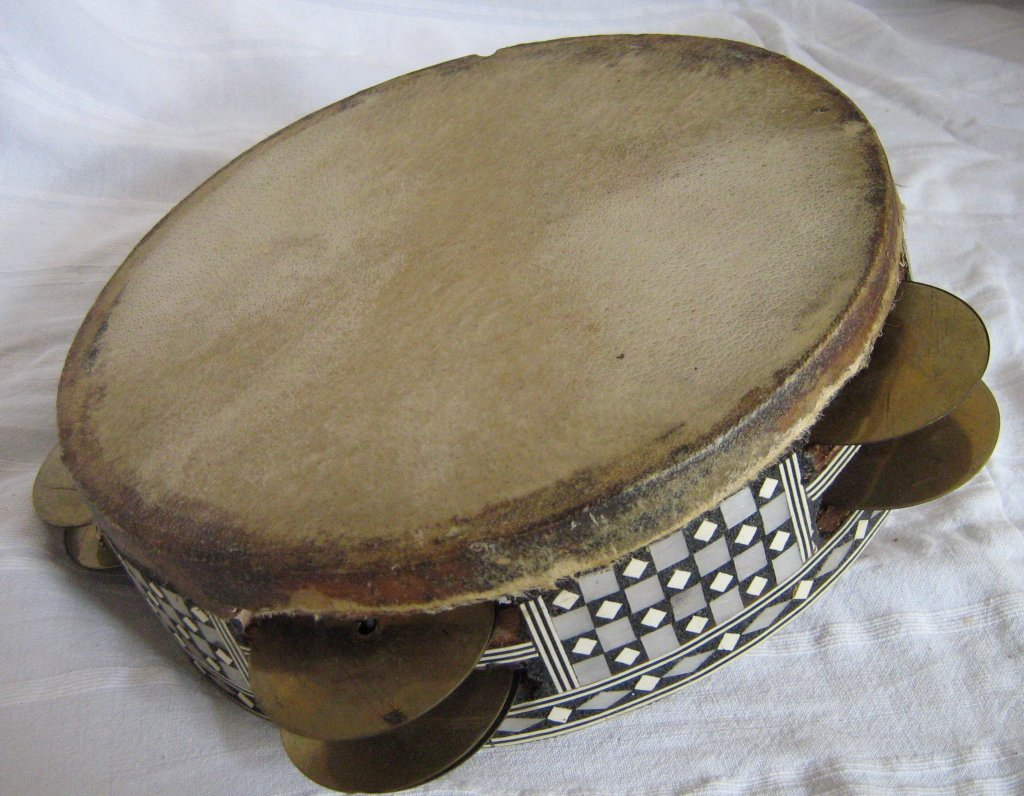
Ägyptische riqq

Riqq (arabisch رق, DMG riq) auch riq, ist eine kleine einfellige Rahmentrommel mit Schellen, die in der arabischen Musik gespielt wird. Die riqq wird in Ägypten, Syrien, Libanon, Palästina, Irak und Sudan eingesetzt, in Libyen heißt sie mriqq.
Der Durchmesser der Schellentrrommel beträgt etwa 24 cm, die Höhe rund 6 cm. Am kreisrunden Rahmen sind gleichmäßig verteilt üblicherweise fünf doppelte Schellenpaare angebracht. Früher wurde die riqq mit Fischhaut bespannt, heute nimmt man meist Ziegenfell dafür.
Die riqq findet Verwendung in der arabischen Volksmusik, der klassischen arabischen Musik (tacht) in Ägypten und Syrien, zur Begleitung des Orientalischen Tanzes und teilweise in der religiösen Musik der Sufis (hadhra). Einer der bekanntesten Riqq-Spieler ist der 1960 in Nazareth geborene Bishara Naddaf.